# Victor Spencer (1er vicomte Churchill)
Victor Albert Francis Charles Spencer, 1er vicomte Churchill (23 octobre 1864-3 janvier 1934), connu sous le nom de Lord Churchill entre 1886 et 1902, est un pair et courtisan britannique.

## Biographie
Spencer est né au 32, Albemarle Street, à Londres, le fils de Francis Spencer, 2e baron Churchill et de son épouse Jane. Il est page d'honneur de la reine Victoria de 1876 à 1881 et, en 1886, il hérite du titre de baron Churchill de son père.
Formé au Collège d'Eton et au Collège militaire royal de Sandhurst, il est officier dans les Coldstream Guards en 1884 avec le grade de lieutenant, restant dans les Guards jusqu'en 1889. Il est colonel à la Home Defense de 1915 à 1918.
Pour le couronnement d'Edouard VII, il est Lord chambellan et, lors du couronnement du successeur d'Edward, George V, il est le maître des robes. Il est maître des Buckhounds par intérim entre 1900 et 1901 pendant le mandat de Charles Cavendish, le titulaire du poste, tandis que Cavendish est en Afrique du Sud.

## Carrière
Il est Lord-in-waiting de 1889 à 1892 et de 1895 à 1905 dans les deux gouvernements de Salisbury et est créé vicomte Churchill, de Rolleston, dans le comté de Leicester, le 15 juillet 1902 (cela avait déjà été annoncé lors du couronnement).
Il est président et administrateur de plusieurs sociétés de transport, dont la Great Western Railway 1908-34, et est le président qui a servi le plus longtemps dans la société. Il est également administrateur de la British-India Steam Navigation Company, de P&O et du Grand Union Canal.

## Famille
Lord Churchill épouse Verena Maud Lowther, fille de Henry Lowther (3e comte de Lonsdale), à Cottesmore, Rutland, le 1er janvier 1887. Ils ont quatre enfants. Lorsqu'elle souhaite divorcer de Lord Churchill, le roi Édouard l'interdit, afin d'éviter un scandale au sein de son cercle social. Au lieu de cela, elle disparait en 1909 en emmenant avec elle leur fils, âgé de 19 ans, et leurs deux filles, âgées de 13 et 8 ans. Lord Churchill place une annonce anonyme pour obtenir des informations sur le sort de sa famille, mais le scandale devient rapidement public. En 1927, il obtient un divorce pour désertion. Churchill épouse en secondes noces Christine McRae Sinclair. Ils ont deux enfants. Il est mort d'une pneumonie le 3 janvier 1934.